# منبع‌شناسی تاریخ ایران در زمان خلفای عرب
از اواخر دوره ساسانی و اوایل دوره اسلامی در فارس، منابع کمی در دست است که ماهیت متنوعی دارند. در بهترین شرایط، آگاهی ما از این دوره اندک بوده است و بیشتر منابعی که برای این دوره مورد استفاده قرار گرفته، متون ادبی متاخر عربی و فارسی بوده‌اند. برای عهد فتوح، همان منابعی مورد استفاده قرار گرفته که در مورد اوایل دوره اسلامی استفاده شده است، اما تاکید بر منابع عربی است. هنگام مطالعه درباره فارس، نباید فراموش کرد که در این‌باره متون فارسی میانه دارای ارزش ویژه‌ای هستند و چون در قرون نخستین اسلامی نوشته شده‌اند، اولویت بیشتری نسبت به منابع اسلامی دارند و یا منابع اسلامی را تکمیل می کنند.
در وقایع نگاری دورة اسلامی، رویدادهای گوناگون به صورت سالشمار یا بر اساس دوران حکومت خلفا شرح می‌شود. در این روش، رویدادی که دوره‌ای چندساله را دربر می‌گیرد، معمولاً تقطیع می‌شود و ضمن وقایع سال‌های متعدد یا دورة خلفای پیاپی می‌آید. شماری از آثار مهم تاریخی ایران پیش از اسلام، مانند خداینامه (سیرالملوک) و تاجنامه و آیین‌نامه، را کسانی همچون ابن مُقفَّع (متوفی ۱۴۴) به عربی ترجمه کردند. به‌علاوه علمای مسلمان احتمالاً از تاریخ نگاری مسیحی اطلاعاتی داشتند، اما به عقیدة روزنتال هیچ‌یک از نوشته‌های ایرانی دورة ساسانی یا آثار تاریخی یونانی و بیزانسی، الهام بخش وقایع نگاران مسلمان نبوده‌است. در واقع، همة کتابهایی که از آن‌ها اطلاعی در دست است، مدت‌ها پس از آنکه وقایع نگاری در نوشته‌های تاریخی اسلامی ظاهر شد، تألیف شده‌اند.